# 文化大革命中的地下文学
《文化大革命中的地下文学》，杨健著，是第一部发掘、研究文化大革命时期文学的书，朝华出版社1993年出版。再版时名为《1966-1976的地下文学》，中共党史出版社2013年出版，字数从350千字降到300千字。

## 评论
- 温儒敏：据说作者“从采访当事人、查找资料到写作，仅花4个月就完成了这部长达35万字的书。这样赶出来的著作难免粗糙。”“但这并不妨碍人们欢迎这本书。”[1]
- 曹文轩：“《文化大革命中的地下文学》一书的出版，再度挑起一个话头来：中国当代文学史究竟应该如何对待和评价文革十年的文学？因为这是厚厚的、内容实在得让人难以置信的一本书（真不知道作者从哪儿搞到这么多材料），所以它所挑起的话头，就要比在此之前无数次理论上的提出有力得多了。”[2]
- 丁东、谢泳：“作者做了一件非常有意义的工作。虽然这本书比较粗，基本上是资料汇编性的，但就这一点看，它的贡献也是很大的。”[3]
- 易毅：本书“激活了一段好象已经遥远的记忆，一段断裂过后的遗忘，一段被压抑的民族的‘潜历史’。”[4]
- 程文超：“文学批评曾经有充分的理由把十年内乱中的文学判定为‘空白’。《文化大革命中的地下文学》一书无疑对批评的这种‘判定’提出了挑战。”[5]